# Дювалье, Франсуа
Франсуа́ Дювалье́ (гаит. креол. Franswa Divalye, фр. François Duvalier, известный также как Папа Док, 14 апреля 1907[…], Порт-о-Пренс — 21 апреля 1971[…], Порт-о-Пренс) — гаитянский государственный и политический деятель, диктатор, бессменный и пожизненный президент Гаити с 1957 года до 1971.

## Начало жизненного пути
Франсуа Дювалье родился в столице Гаити Порт-о-Пренсе в семье учителя и журналиста Дюваля Дювалье (Duval Duvalier). В 1932 году окончил медицинский факультет университета Гаити. Женился на медсестре Симоне Овид (Simone Ovide) в 1939 году.
Во время присутствия в Гаити американских военных работал в американской санитарной миссии (по неподтверждённым сведениям, с 1932 по 1934 год и, по подтверждаемым сведениям, с 1943 по 1946 год). В 1934 году, когда американские морские пехотинцы были вынуждены покинуть Гаити, занимался врачебной практикой в деревне. В 1944 году прошёл двухсеместровую стажировку в Мичиганском университете (тема: организация здравоохранения).
Вернувшись на родину, Дювалье получил пост помощника майора Джеймса Двинелла из медицинской службы морского флота США. С 1946 года был заместителем министра труда, а впоследствии — также министром общественного здравоохранения и труда в правительстве Дюмарсе Эстиме, первого негра-президента Гаити за несколько десятилетий (до этого президентами были только мулаты). Сначала Дювалье примыкал к «Рабоче-крестьянскому движению», возглавляемому Даниэлем Финьоле, но после того, как Финьоле вышел из правительства, порвал с этим движением. После свержения Эстиме военной хунтой 10 мая 1950 года скрывался в подполье.

## Избрание президентом
В августе 1956 года после амнистии, объявленной президентом Маглуаром в связи с выборами, вышел из подполья. 7 сентября 1956 года Дювалье заявил о своих претензиях на президентское кресло, но проиграл выборы. В течение ноября 1956 в Порт-о-Пренсе то и дело взрывались бомбы, позже стало известно, что этим занимались люди Дювалье, чтобы спровоцировать панику среди населения. 13 декабря 1956 года президент Маглуар отбыл в изгнание на Ямайку и между правящими группами началась борьба за власть в стране. Главных претендентов на пост президента было четверо — сенатор Луи Дежуа, опытный оратор адвокат Клеман Жюмель, учитель математики Даниель Финьоле и Франсуа Дювалье. Журналисты не воспринимали кандидатуру Дювалье всерьёз, одна из газет писала, что «у этого противного лилипута никаких шансов на успех не было». Сам же Дювалье вёл тонкую и сложную игру, плёл интриги и не скупился на посулы. Он обещал дать безработным работу, ускорить строительство школ, покончить с коррупцией, восстановить социальную справедливость. Предвыборная борьба проходила на фоне интриг, постоянных перестановок в правительстве и нараставших беспорядков.
25 мая три кандидата в президенты — Дювалье, Жюмель и Финьоле — собрались, чтобы обсудить создавшуюся ситуацию. Дювалье сделал хитрый ход: предложил Финьоле, как «единственному человеку, который может спасти страну от ужасов гражданской войны», стать временным президентом, Финьоле согласился. Между тем сторонники Дювалье во главе с генералом Антонио Кебро муштровали банды наёмников-головорезов — будущих тонтон-макутов.
26 мая Финьоле стал временным президентом Гаити. Это было его первой ошибкой. Вторая состояла в том, что он назначил сторонника Дювалье генерала Кебро начальником Генерального штаба армии. Кебро был не только сторонником Дювалье, но и другом доминиканского диктатора Трухильо, ненавидевшего Финьоле. Через 19 дней после прихода к власти Финьоле генерал Кебро прямо на заседании правительства арестовал президента и выслал его вместе с семьёй из Гаити. Возмущённые сторонники Финьоле вышли на улицы, войско Кебро встретило демонстрантов свинцом. Было убито 1000 человек. Чтобы скрыть это массовое убийство от мировой общественности, раненых закапывали вместе с убитыми.
2 августа военная хунта во главе с Кебро объявила, что выборы президента состоятся 22 октября 1957 года и будут проведены без всякой регистрации избирателей. В результате выборов Дювалье стал президентом Гаити, а вновь избранный парламент был составлен почти полностью из его сторонников.

## Дювалье у власти

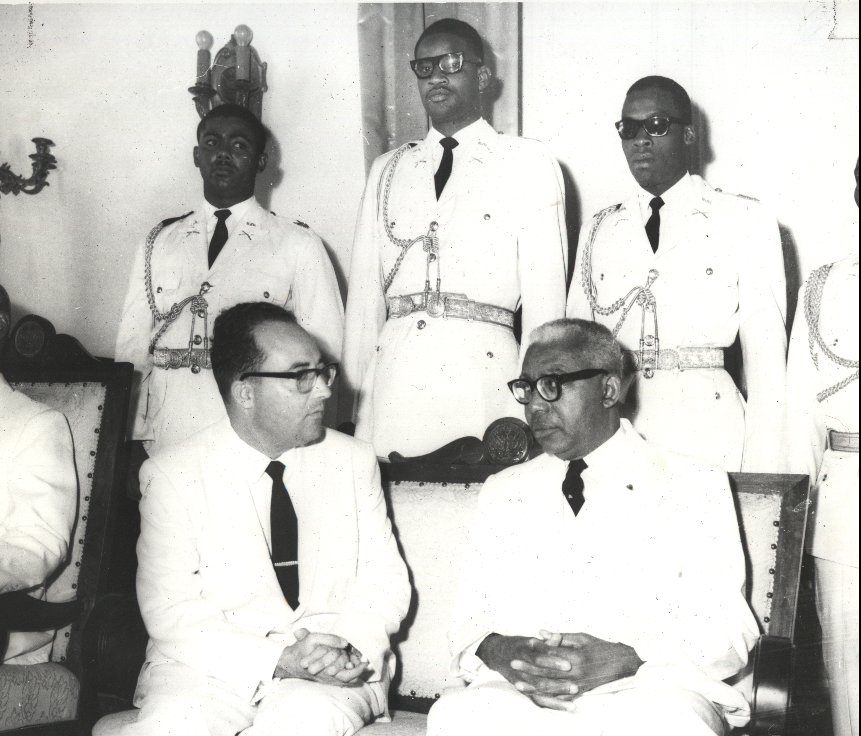
Дювалье беседует с Барроми, израильским представителем в Гаити, в 1963 году

22 октября 1957 года Дювалье вступил на пост президента Гаити. Он начал с того, что щедро наградил своего благодетеля генерала Кебро и назначил его главнокомандующим армией на двойной срок — на шесть лет. Давнего приятеля Клемана Барбо он назначил начальником тайной полиции и тут же приступил к «перетряхиванию» государственного аппарата. Вскоре на официальных постах сидели только доверенные лица президента. Первый год пребывания Дювалье у власти был ознаменован массовыми политическими процессами над действительными и мнимыми противниками режима. Многие политические деятели вынуждены были эмигрировать. По примеру своего доминиканского коллеги Трухильо, Дювалье создал правительственную Партию национального единства. Дювалье установил слежку не только за своими потенциальными противниками, но и за своими сторонниками. Его соперники — кандидаты в президенты на выборах 1957 года — спасались бегством. Агенты Дювалье поймали и расстреляли Клемана Жюмеля и двух его братьев. Диктатор решил физически истребить всех своих соперников и критиков; Клеман Барбо говорил, что получил от Дювалье приказ «убивать ежегодно по 500 человек».
В своём первом интервью в качестве президента, данном газете «Нью-Йорк таймс», Дювалье заявил, что гаитянская пресса будет пользоваться полной свободой, что его правление будет носить конституционный характер, будет строго следовать Конституции 1950 года. Поскольку гаитяне очень любят давать своим правителям меткие прозвища, он, не желая, чтобы прозвище пришло снизу, придумал его сам: «Папа Док».
12 марта 1958 года был смещён со своего поста всесильный главнокомандующий гаитянской армии генерал Кебро — Дювалье отправил его послом в Ватикан. 30 апреля 1958 года в пригороде столицы взорвались несколько бомб. Это был первый заговор против Дювалье. Диктатор принял жёсткие ответные меры: 2 мая созвал парламент, который объявил чрезвычайное положение и наделил президента особыми полномочиями. Арестованных за участие в заговоре было столько, что гаитянские тюрьмы не могли вместить всех.
29 июля 1958 года небольшая группа гаитян, преимущественно бывших офицеров, высадилась в столице Гаити, надеясь захватить власть. Президент Дювалье настолько перепугался, что упаковал чемоданы и приготовился укрыться вместе с семьёй в посольстве Колумбии. Но уже на следующий день силы безопасности без труда ликвидировали мятежников. Переполох в президентском дворце, однако, был столь велик, что Дювалье начал сосредотачивать в дворцовых подвалах оружие, поступавшее из США, на случай новых выступлений. Дворец превратился в настоящий военный арсенал, кроме того, в нём находилась камера пыток. Одновременно президент провёл чистку в офицерском составе армии, отправил в отставку 17 полковников и генерала Фламберта, а на освободившиеся места назначил молодых и преданных тонтон-макутов.
Не доверяя армии, в 1959 году Дювалье создал специальные полицейские силы VSN (Volontaires de la Sécurité Nationale, добровольцы национальной безопасности, более известные как тонтон-макуты). Первым командиром тонтон-макутов стал Клеман Барбо, после его опалы и ареста командование было поручено Люкнеру Камбронну. Члены этой организации не получали жалования и кормились за счёт терроризирования населения. Ликвидировались любые признаки инакомыслия. Недовольных ждала смерть или ссылка. Всего за годы правления Папы Дока было уничтожено более 30 000 человек. Личную безопасность диктатора обеспечивала его президентская гвардия.
7 апреля 1961 года Дювалье распустил парламент, избранный вместе с ним на шесть лет, и 22 апреля провёл выборы в новый. Солдаты конвоировали избирателей к урнам; в результате этих выборов все 58 депутатов были ставленниками Дювалье. На бюллетенях была сделана приписка: «Доктор Франсуа Дювалье — президент». После подсчёта голосов власти объявили, что, поскольку в бюллетенях фигурировало имя Дювалье, гаитяне «добровольно» переизбрали его на новый шестилетний срок.
В апреле 1963 года соседняя Доминиканская Республика чуть было не напала на Гаити, но этому помешало отсутствие поддержки доминиканского президента Хуана Бош и Гавиньо со стороны армейского руководства; при посредничестве Организации американских государств конфликт впоследствии был улажен.
14 июня 1964 года был организован всенародный плебисцит. На бюллетенях напечатали декрет, провозглашающий Дювалье президентом до конца жизни. На вопрос «Согласны ли вы?» тут же крупными буквами был напечатан ответ «Да». Тот, кто хотел сказать «нет», должен был вписать это от руки, а это означало стать жертвой преследования. По другой версии тех событий вписывать свой ответ вообще было некуда, и любой желающий человек без всякой регистрации избирателей мог проголосовать только «за». При этом он имел право брать себе неограниченное количество бюллетеней: чтобы проголосовать, их нужно было просто опустить в избирательную урну. 22 июня 1964 года Дювалье был провозглашён Национальной ассамблеей пожизненным президентом. Одновременно с этим ассамблея присвоила ему следующие титулы: «непререкаемый лидер революции», «апостол национального единства», «достойный наследник основателей гаитянской нации», «рыцарь без страха и упрёка», «великий электровозбудитель душ», «большой босс коммерции и промышленности», «верховный вождь революции», «покровитель народа», «лидер третьего мира», «благодетель бедных», «исправитель ошибок» и прочее, и прочее. Но чаще всего и в Гаити, и за границей Дювалье называли «Папой Доком». Возникло политическое понятие «дювальеризм» и даже термин — «пападокизм», означающий режим фашистского типа, появившийся в слаборазвитой полуколониальной стране. После избрания Дювалье пожизненным президентом был введён новый гимн Гаити, начинавшийся словами «Папа Док навсегда».
14 апреля 1967 года предполагалось пышно отпраздновать шестидесятилетие Дювалье, но в тот день в Порт-о-Пренсе взорвалось несколько бомб и тщательно подготовленная церемония была сорвана. В последующие дни взорвались бомбы и в других районах. Волна террора захлестнула Гаити, репрессии обрушились даже на самое близкое окружение диктатора. Прежде всего Дювалье приказал арестовать, а затем расстрелять 19 офицеров, 10 из которых были высшими чинами в президентской гвардии. В августе 1967 года было казнено около 200 военных и гражданских лиц, 108 приближённых Дювалье укрылись в различных иностранных посольствах.
В апреле 1970 года против диктатуры Дювалье восстала часть гаитянского флота. Три судна, команды которых насчитывали 119 человек, обстреляли дворец президента. Мятеж был подавлен с помощью авиации. Диктатор провёл очередную кровавую чистку в армии и избавился от офицеров и солдат, не вызывающих у него доверия. С конца 1970 года он начал подумывать о преемнике. Как и некоторые из его предшественников, Дювалье помышлял о провозглашении себя императором Гаити и установлении монархического правления. Этим планам помешала только смерть диктатора в 1971 году. Незадолго до смерти он внёс изменения в конституцию, согласно которым президент мог выбирать себе преемника по своему усмотрению. Преемником Франсуа Дювалье стал его сын Жан-Клод Дювалье — 14 апреля 1971 года он принимал военный парад по случаю дня рождения своего отца, которому исполнилось 64 года. Сам Дювалье, умирающий от диабета и сердечной болезни, на параде присутствовать уже не мог. 21 апреля появилось официальное сообщение о кончине диктатора, однако есть версии, что он скончался несколькими днями раньше.

## Гаити во время правления Дювалье
Дювалье запретил все политические партии, кроме правящей, закрыл все оппозиционные издания, распустил профсоюзы и студенческие организации. Священники, не пожелавшие прославлять режим Папы Дока в своих проповедях, были высланы из страны. Ежедневно ответственные чины тайной полиции являлись к президенту и он лично решал, за кем нужно следить, кого арестовать, кого уничтожить.
Для нагнетания страха и приобретения популярности Дювалье умело представлял себя колдуном вуду (магической религии негров Гаити) и даже бароном Субботой, вождём мёртвых. Тонтон-макуты также изображали из себя выходцев из загробного мира. Когда американская администрация Джона Кеннеди начала критиковать Дювалье за процветающую коррупцию и хищения средств, поступающих в качестве помощи, а позже вообще приостановила предоставление помощи, Папа Док истыкал иголками восковую фигурку Кеннеди, и впоследствии гибель Кеннеди была представлена им как следствие этого колдовского обряда. Новые власти США возобновили помощь диктатору, так как он не поддерживал коммунизм и СССР, и мог служить политическим противовесом антиамериканской Кубе.
В «президентский фонд», существовавший помимо государственной казны, ежегодно отчислялось около 3 миллионов долларов в форме косвенных налогов на табак, спички и иные статьи монопольной торговли. Вооружённые автоматами тонтон-макуты взимали до 300 долларов ежемесячно с каждого предприятия в качестве «добровольных пожертвований» в «фонд экономического освобождения Гаити», созданный для личных нужд Дювалье.
Дювалье создал разветвлённую систему тюрем и концентрационных лагерей. Особенно печальной славой пользовалась столичная тюрьма — там пытками и казнями руководил сам президент. Фотоснимки отрубленных голов и висящих на балконах изрешечённых пулями трупов мелькали в гаитянских газетах до тех пор, пока это не стало коробить некоторых слабонервных туристов. Своя камера пыток была и в президентском дворце, одна из деталей её оборудования — так называемая человековыжималка, ящик-гроб, утыканный изнутри лезвиями стилетов. За 14 лет пребывания у власти Дювалье «пропало без вести» (точнее, уничтожено) более 50 тысяч человек, более чем 300 тысячам пришлось эмигрировать.
Для идеологического обоснования своего режима Дювалье использовал идеи негритюда — философской и политической доктрины, выработанной негритянской интеллигенцией и возникшей как форма протеста против расизма. Папа Док, провозгласивший себя сторонником негритюда, изрядно дискредитировал идею, всячески разжигая в своих речах расовую ненависть. Обращаясь к негритянскому населению, он говорил: «Меня ненавидят потому, что я, как и вы, чёрный. Они отказываются сотрудничать со мной, ибо я поклялся сделать вас счастливыми. Сегодня президентский дворец широко открыт для вас. Придите и воскликните: „Да здравствует Папа Док!“». Дювалье ловко спекулировал на невежестве гаитянского народа, он называл себя «помазанником гаитянских богов», «гаитянским мессией», «духовным отцом гаитян», «знаменем Гаити — единственным и неделимым».
С каждым годом Дювалье всё беззастенчивее запускал руку в государственную казну. В 1968 году при официальном жаловании 20 тысяч долларов в год он купил два новых дома за 575 тысяч долларов, в феврале 1969 года продал государству за 600 тысяч долларов одну из своих вилл, которая обошлась ему в 200 тысяч. Семейство Дювалье стало обладателем огромного состояния: оно владело многими поместьями, присвоило себе в долине Арказ несколько сотен гектаров плодородных земель, которые крестьяне были обязаны возделывать безвозмездно. Вклады Дювалье в швейцарских банках составляли несколько сотен миллионов долларов.
Зарабатывал Дювалье и литературным трудом. Его брошюра «Мысли Дювалье» (фр. Œuvres essentielles), образцом для которой послужил цитатник Мао Цзэдуна, распространялась среди гаитян в принудительном порядке, по развёрстке. Сборник речей Дювалье стоимостью 15 долларов обязан был купить каждый гаитянин. Вычеты из жалования на покупку «трудов» президента проводились автоматически. Кроме прочего, в Гаити было выпущено 2 миллиона золотых монет с изображением Дювалье.
Политика Дювалье разрушила и без того не слишком крепкую экономику Гаити. Для 200 тысяч гаитян, живущих в северо-западных районах, голод стал постоянным бедствием. Многие жители района, расположенного между Порт-о-Пренсом и Кап-Аитьеном, продавали своих детей в возрасте от 5 до 15 лет за несколько долларов в надежде, что детей будут кормить; сами они жили на горстку риса в день. Велась торговля кровью (в 1971 году два раза в месяц 2500 литров замороженной крови вывозилось в США). Об этой стороне жизни в стране, похожей на Гаити, рассказывается в испанском художественном фильме 1978 года «Красное золото» (Oro rojo). Процветала индустрия «скоростного развода». Коррупция в государственном аппарате достигла невиданных размеров, взяточничество и подкуп стали повседневным явлением.

## Наследник диктатора
После смерти Франсуа Дювалье (Папы Дока) в 1971 году к власти пришёл его 19-летний сын Жан-Клод Дювалье (Бэби Док). Он продолжал традиции правления своего отца, однако, не имея его энергии и проницательности, не сумел удержать власть и был смещён в 1986 году, после чего бежал во Францию, прихватив несколько сотен миллионов долларов. До начала 2011 года Жан-Клод проживал на французской Ривьере. 16 января 2011 года Жан-Клод Дювалье вернулся на Гаити, где был арестован. Умер в 2014 году.

## Дювалье в бонистике
|                                      |                                      |                            |                            |
| Папа Док на 1 гаитянском гурде, 1979 | Папа Док на 1 гаитянском гурде, 1979 | Папа Док на 5 гурдах, 1979 | Папа Док на 5 гурдах, 1979 |

«Запечатки» неугодных портретов в 1986 году
Надпечатки на гаитянских гурдах производились сразу после падения проамериканского режима тонтон-макутов Бэби Дока Дювалье.
Надпечатка заключалась в красном круге с перечёркивающей его по диагонали чертой и напечатанной ниже датой окончания правления режима Дювалье (7 февраля 1986 года) красного цвета.
Надпечатка закрывала изображения Бэби Дока и его отца Папы Дока, которых впоследствии сменили изображения исторических деятелей, оставивших о себе лучшую память в истории Республики Гаити — например, Туссен-Лувертюра.